# Avenida Orinoco (Puerto Ayacucho)
Avenida Orinoco es el nombre que recibe una de las arterias viales más importante de la ciudad de Puerto Ayacucho, la capital del Estado Amazonas, en el región de Guayana al sur del país sudamericano de Venezuela. Recibe su nombre por el Río Orinoco el más importante del estado que se encuentra en sus cercanías.

## Descripción

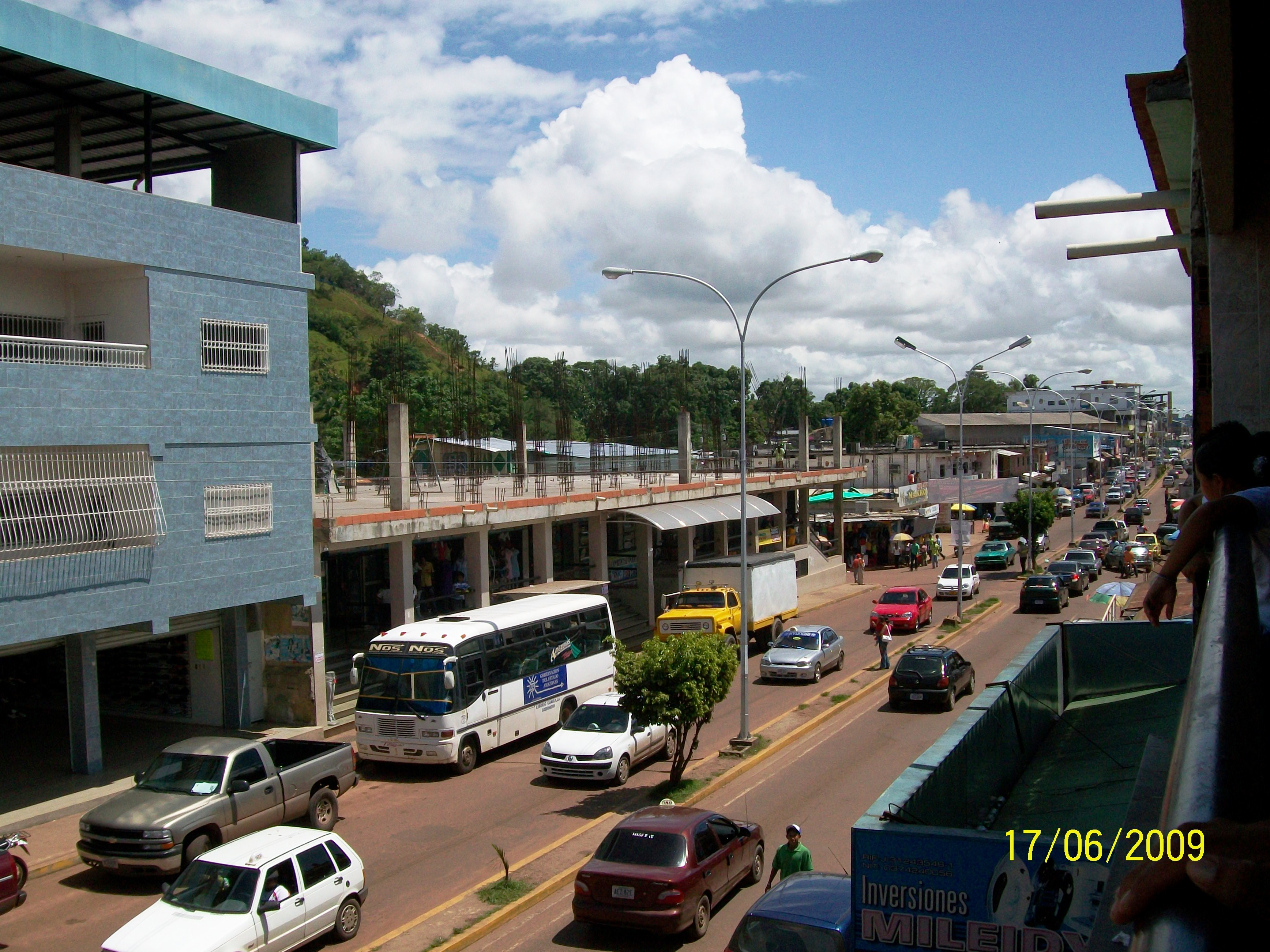
Vista de la Avenida en el centro de la ciudad

Se trata de una vía de transporte carretero que conecta la Avenida Paseo con la troncal 12 y la Avenida la Raza. En su recorrido también permite acceder a la Avenida Constitución, la Calle Carabobo, la Calle 5 de Julio, la Avenida Río Negro, la Calle Aguerrevere, la Calle Piar, la Calle Bolívar, la Calle Evelio Roa, la Calle Atabapo, la Calle Bermúdez, entre otras.
Entre los sitios que destacan en el lugar se encuentran el mercado municipal, el Hotel Tobogán, la Plaza Bolívar de Puerto Ayacucho, la sede de Amavisión, el Centro Comercial Las Maravillas, la sede del Banco de Venezuela, el Hotel Apure, el Hotel Mi Jardín, el Banco Guayana, el Mercado del Pescado Agustín Moreno, por citar algunos.